# Ludwig Schöne

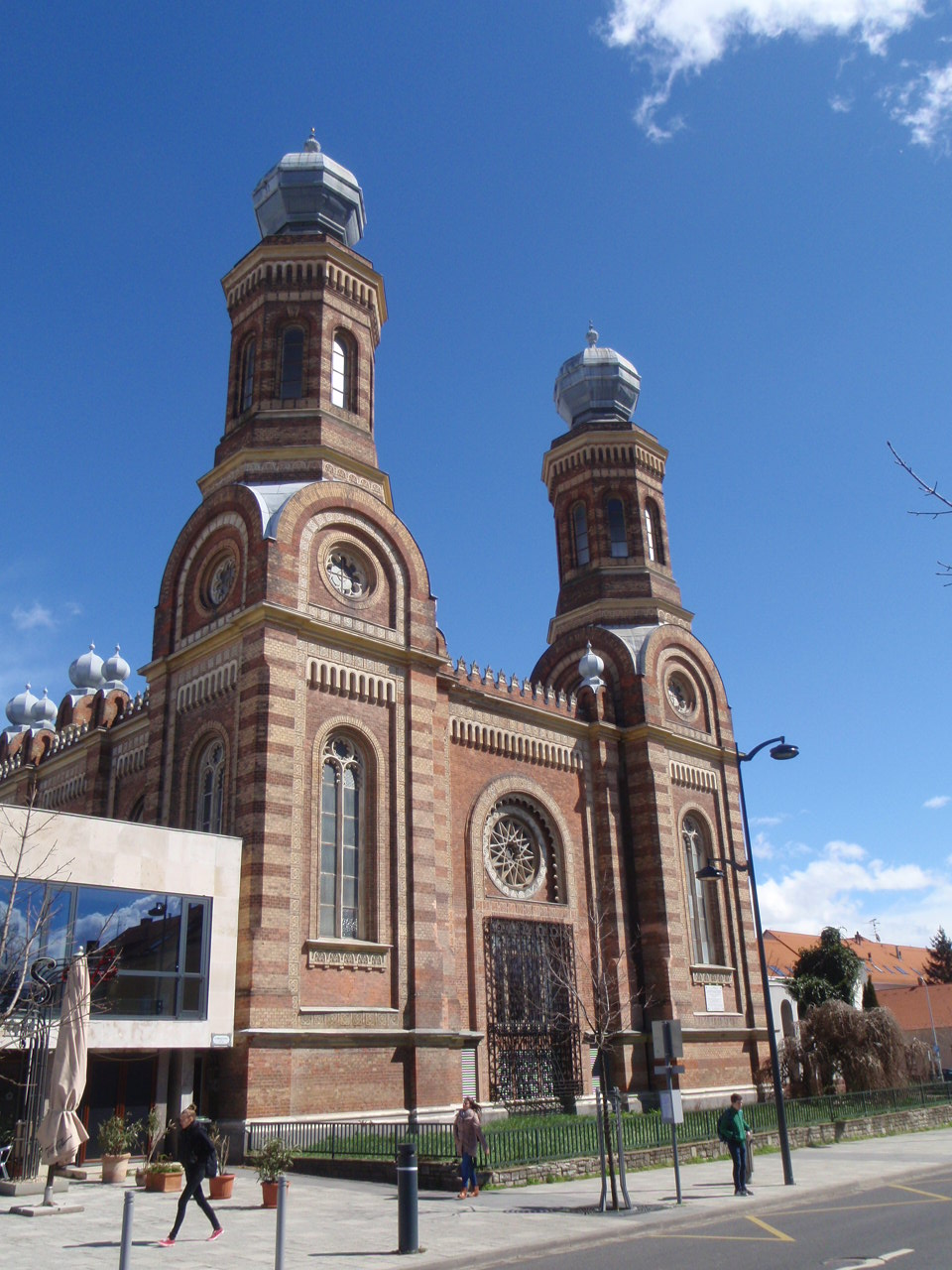
Szombathelyi zsinagóga

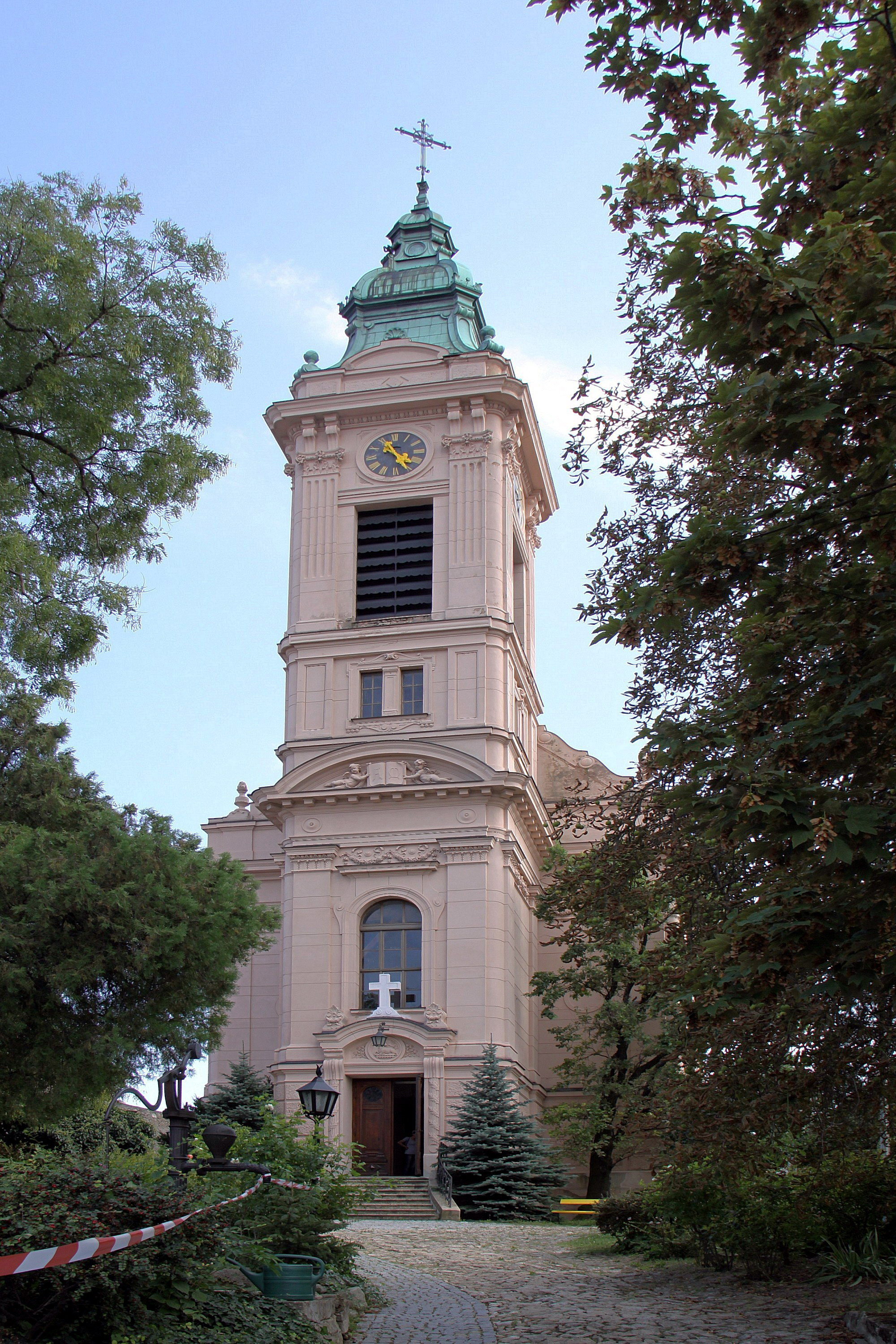
Evangélikus templom Ruszt

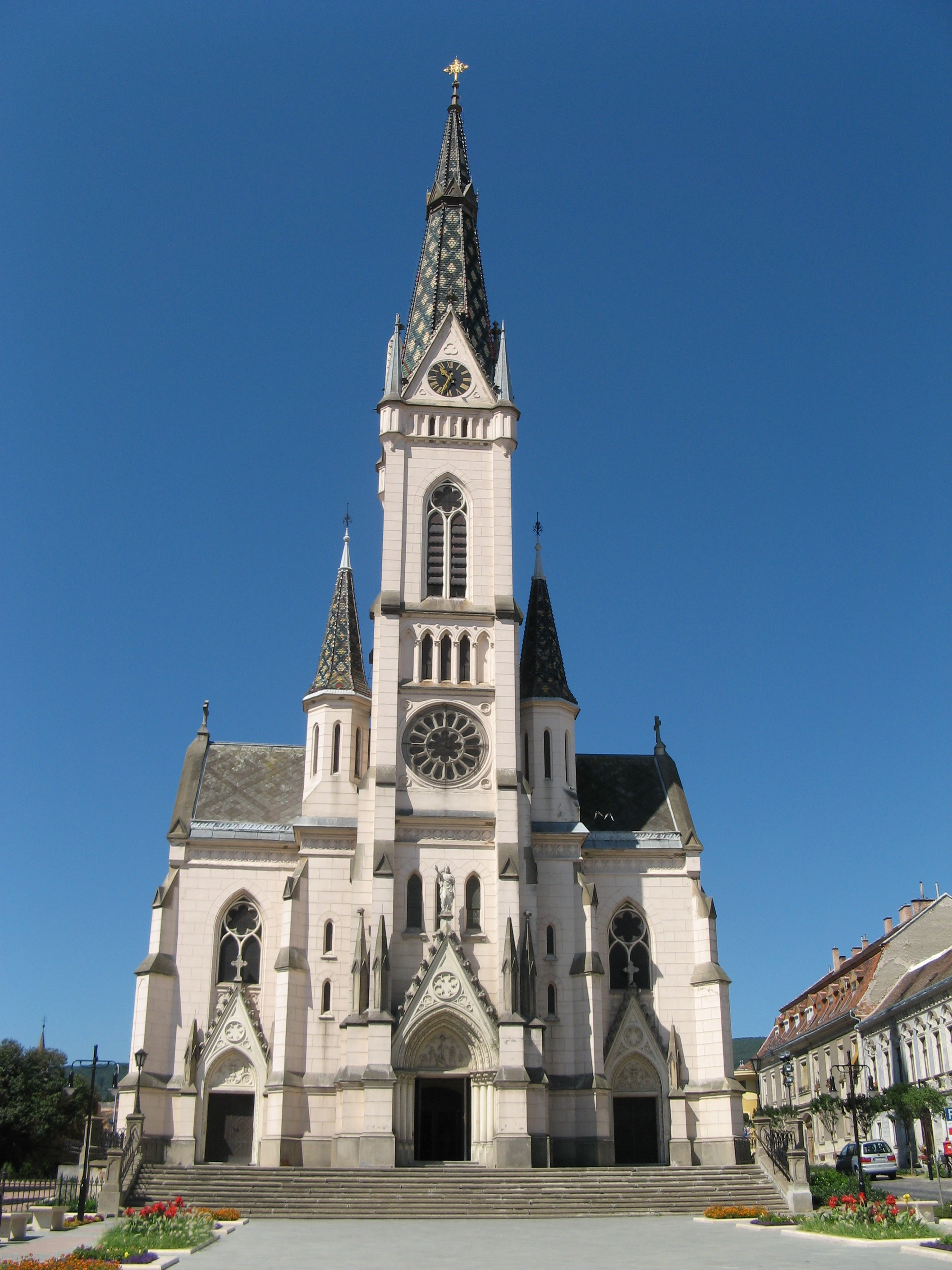
Jézus szíve templom (Kőszeg) (1892–1894)

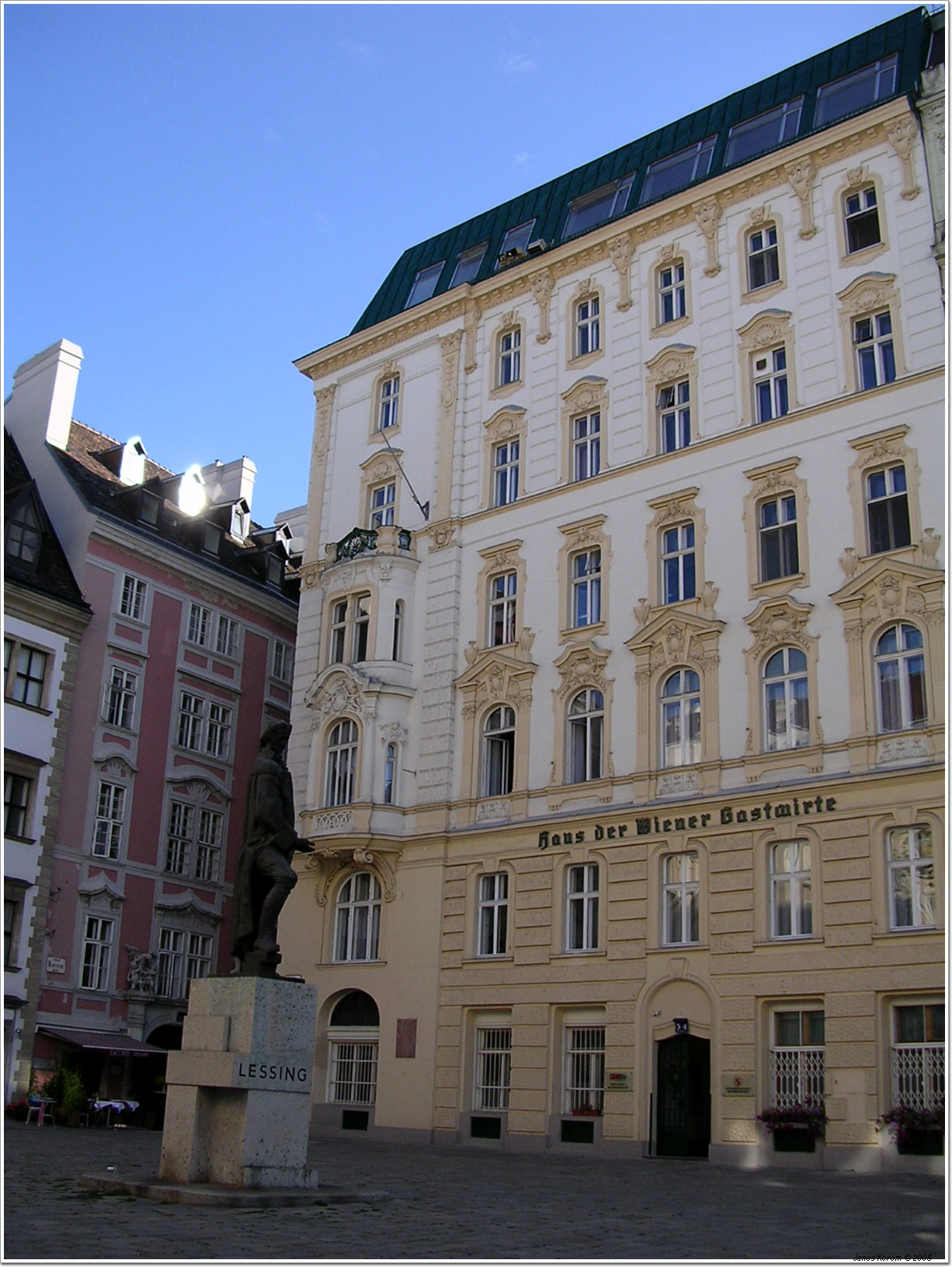
Bécs - Haus der Genossenschaft der Gastwirte, Judenplatz (1898)

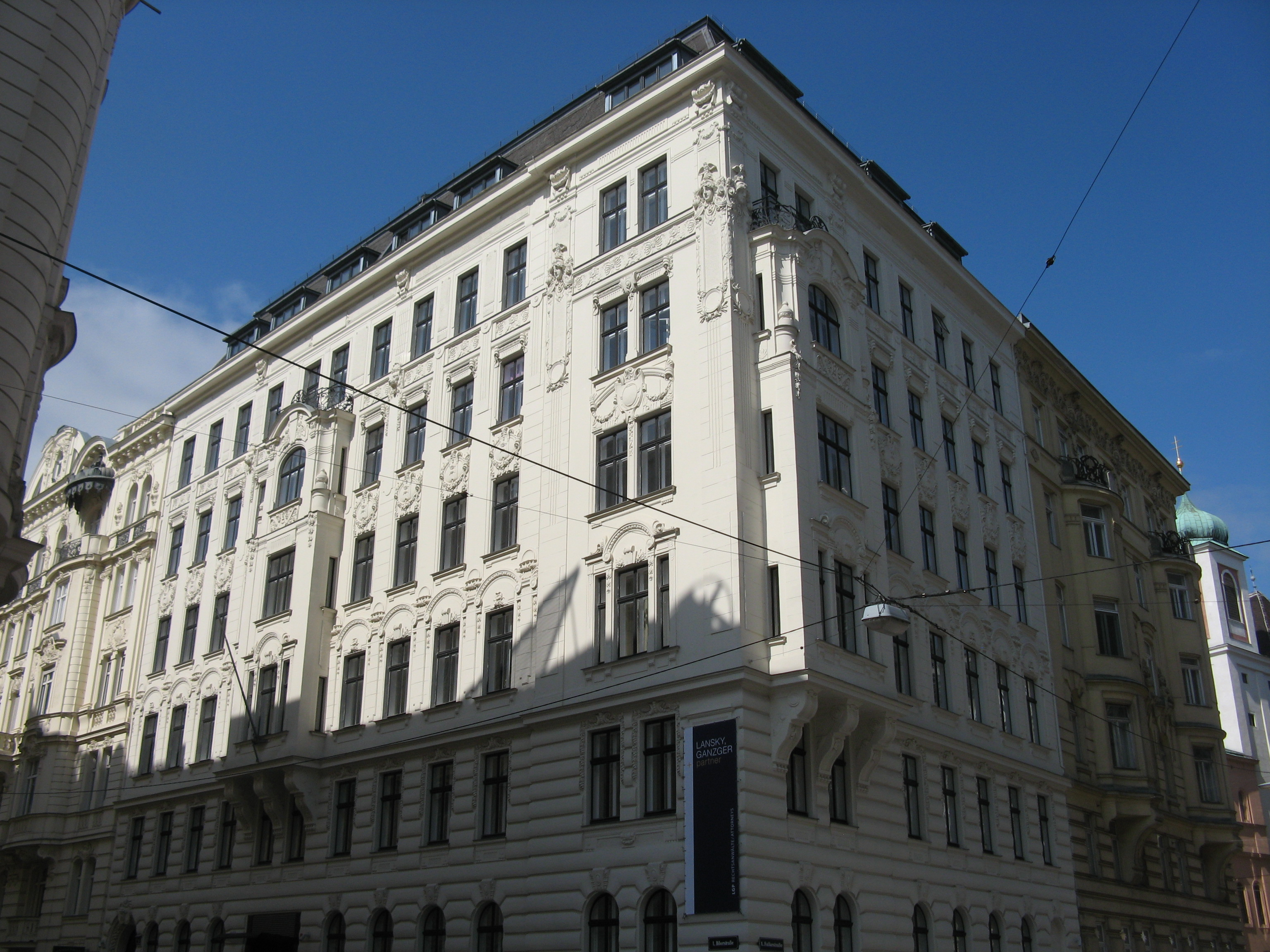
Lakóház, Bécs, Biberstraße 5 (1901–1902)

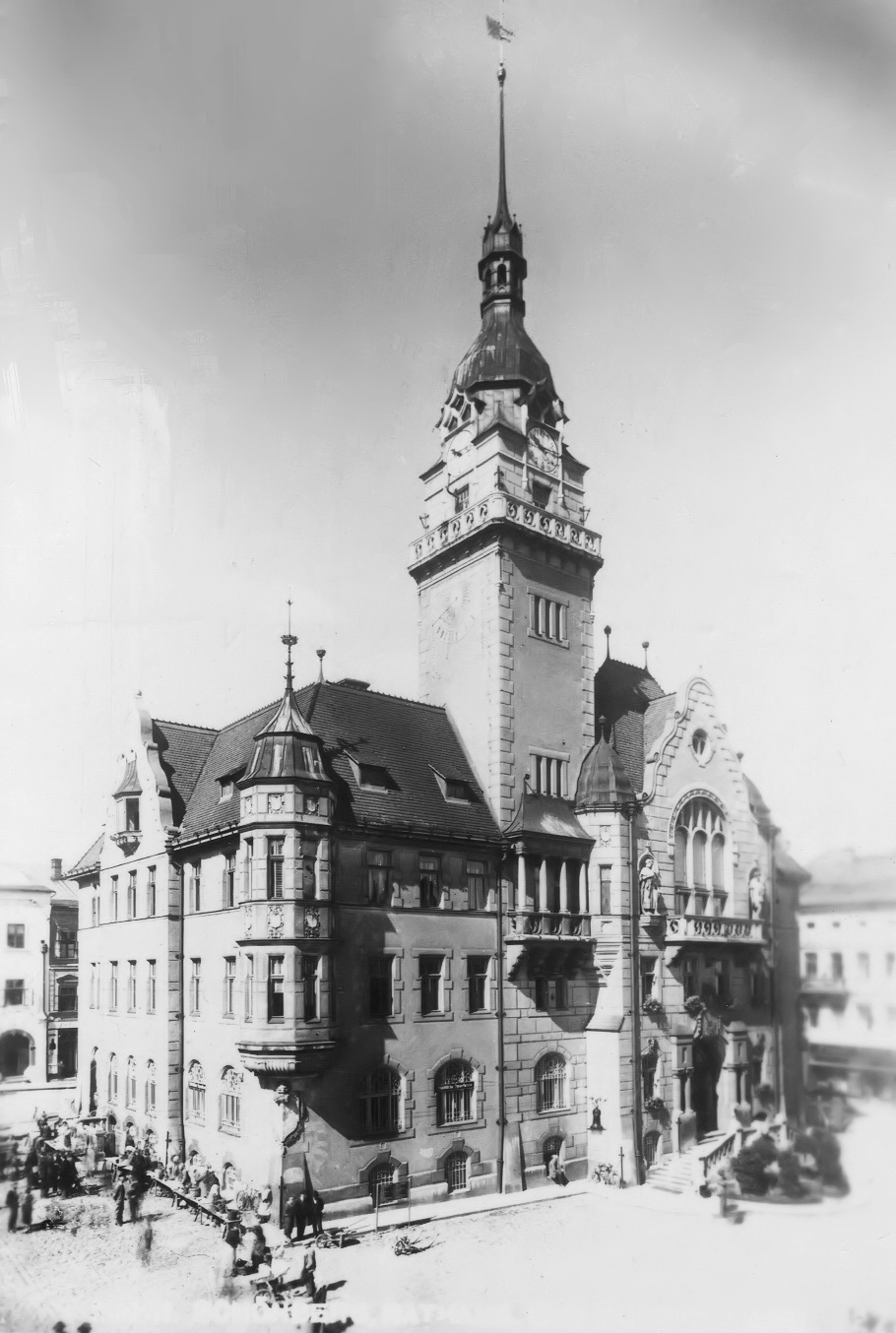
Mährisch-Schönberg Városháza (1909)

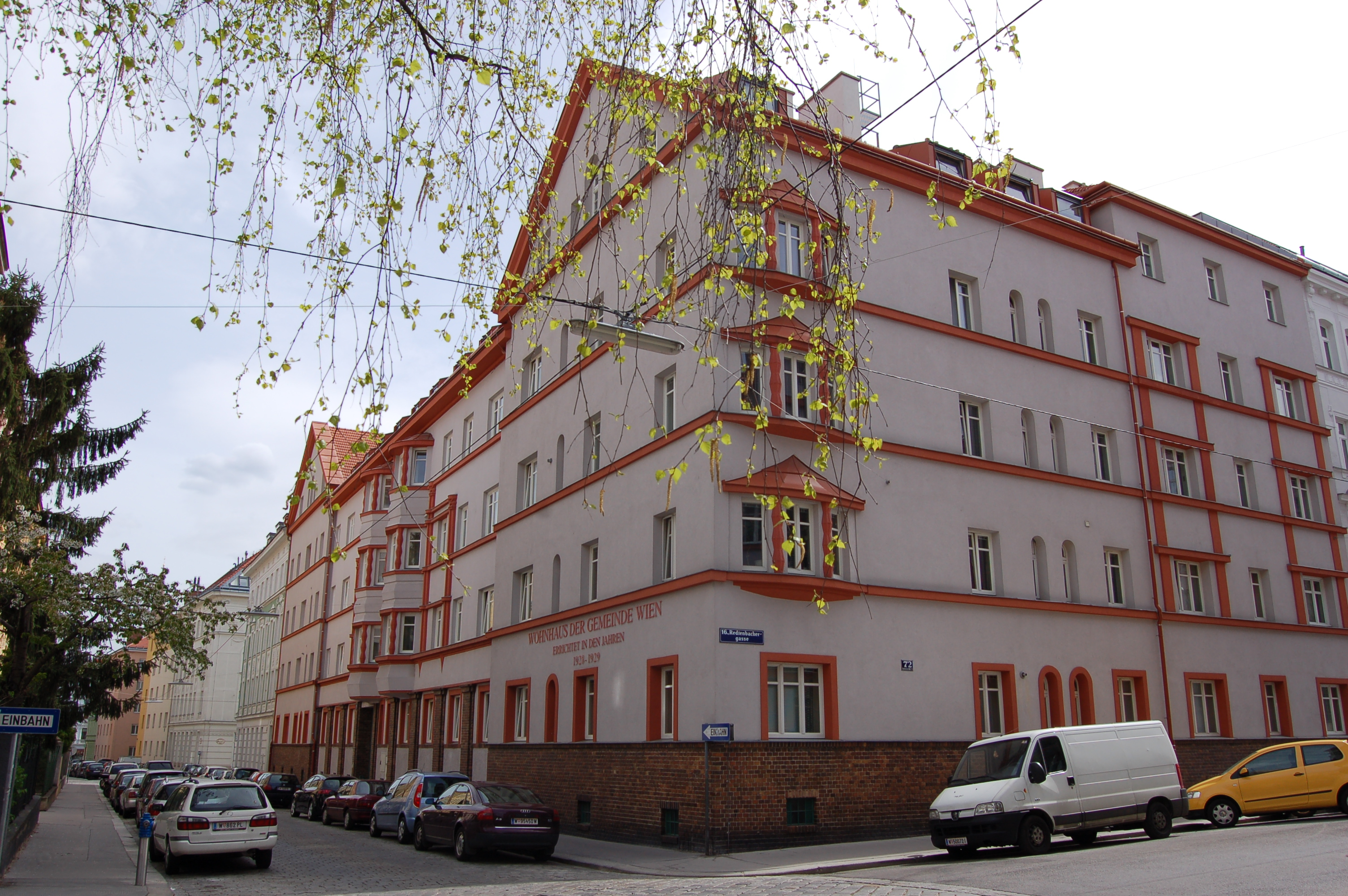
Bécs Város Lakóháza, Paletzgasse (1928–1929)

Ludwig Schöne (Lipcse, 1845. június 19. – Bécs, 1935. június 8.) német-osztrák építész, aki az Osztrák–Magyar Monarchia, azon belül is leginkább Bécs, a mai Burgenland és Nyugat-Dunántúl területén alkotott.

## Élete
Ludwig Schöne Szászországból származott és tanulmányait Lipcsében és Hannoverben folytatta. 1871-től alkalmazottként dolgozott különféle irodáknak Bécsben, majd saját stílusát az 1880-as évektől önálló munkáival alakította ki. 1883-ban megkapta az oklevelét Bécsben. A Ringstrasse kiépítésénél az egyik legtermékenyebb építészként vett részt Bécsben. Tevékenységét azonban az egész monarchia területére kiterjesztette. A templomok mellett lakóépületeket, szállodákat, irodaházakat és gyárakat is tervezett. Az I. világháború után, a Monarchia összeomlásával, alig kapott megbízást és nincstelenként halt meg. Halálát pár nappal 90 éves kora előtt szívroham okozta. Házasságából egy lánya született.

## Stílusa
Ludwig Schöne a historizmus képviselője volt, de az egyes építészeti stílusokat keverte és a rugalmas, az adott tervezési munkáinak igényei szerint alkalmazta. Így a lakóházak esetében a neobarokk, a templomok esetében a neoromán – neogótika, a zsinagógáknál a bizánci – keleti stílus elemeiből merített. Schöne nagy jártasságról tett tanúbizonyságot munkásságával a különböző építészeti stílusok közötti átjárással. 1910 körül az építészetben a historizmus dekoratív jelentősége csökkent, és a modernebb, letisztultabb formák kerültek előtérbe. 1920-tól Bécs városa számára épített lakóházak esetében már csak a modern formák domináltak. Saját korában szokatlan volt, hogy evangélikusként nem csak  saját vallása, hanem minden felekezet számára tervezett templomokat.

## Művei
- Szombathelyi zsinagóga, Szombathely (1880)
- Győri zsinagóga, Győr (1881–1885)
- Dr. Löw Szanatorium , Bécs 9, Mariannengasse 18-20. (1882)
- Takarékpénztár, Sopron, Várkerület 59.  (1883)
- Evangélikus Iskola, Sopron, Színház utca 27. (1884)
- Bielsko-Biała zsinagóga, Bielsko-Biała (1879-1881)
- Zsinagóga, Vukovár (1885 körül)
- Zsinagóga, Körmend, Kossuth Lajos utca, (1885 körül)
- Evangélikus templom, Körmend, Thököly utca 19 (1886)
- Evangélikus templom, Sopron (1886)
- Barthodeiszky-kastély, Beled (1886)
- Zsinagóga, Znaim (1887 körül)
- Csáktornyai tanítóképző intézet épülete  (1888).
- Felsőreál iskola, Eszék (1888), Pályázat, 2. helyezett
- Bérház, Sopron, Széchenyi tér 13. (1889)
- Vereinshaus der Niederösterreichischen Buchdrucker und Schriftsetzer, Bécs 7, Seidengasse 15- (1890 körül), közreműködött Franz Fröhlich
- „Rubens-Haus“, Bécs 4, Rubensgasse 13. (1890)
- Bérház, Bécs 6, Amerlingstraße 7. (1890), kollégái: Carl Langhammer és Franz Fröhlich
- Bérház, Bécs 5, Kriehubergasse 29. (1890)
- Gyermek hospiz ház, Sulzbach bei Bad Ischl (1891)
- Bérház, Bécs 8, Laudongasse 25. (1891)
- Evangélikus templom, Sankt Pölten Heßstraße 18-20 / Julius-Raab-Promenade, (1891–1892)
- Bérház, Bécs 5, Rechte Wienzeile 85. (1892)
- Bérház, Bécs 1, Ebendorferstraße 3. (1892)
- Jézus szíve templom, Weissenbach an der Triesting (1892–1893)
- Jézus szíve templom (Kőszeg), Kőszeg (1892–1894)
- Bérház „Gerger-Hof“, Bécs 5, Pilgramgasse 8. (1893), közreműködött Franz Fröhlich
- Villa Russ, Sopron, Deák Ferenc tér 25. (1893)
- Bérház Dr. Schreiner, Sopron, Erzsébet utca / Deák Ferenc tér  (1894)
- Szent Péter és Pál templom Cák - (1894)
- Evangélikus templom (Szombathely), Szombathely, Óperint utca (1895-96).
- Lutherkirche (Wien) és két lakásos lakóház, Bécs 18, Martinstraße 25. (1894–1898), Theodor Bach közreműködésével
- Haus des Beamtenvereines, Bécs 1, Wipplingerstraße 25. (1895), erősen átépült
- Bérház, Bécs 4, Große Neugasse 29. (1895)
- Bérház, Bécs 4, Schleifmühlgasse 23. (1896), közreműködött Franz Fröhlich
- Erster Wiener Turnverein, Bécs 4, Schleifmühlgasse 23. (1896), közreműködött Franz Fröhlich
- Haus der Genossenschaft der Gastwirte (Managetta-Haus), Bécs 1, Judenplatz 3-4. (1898)
- Hotel Bristol, Bozen (1898)
- Bérházcsoport, Bécs 8, Kochgasse 6-8. (1898 körül)
- Villa Specht, Bécs 13, Hietzinger Hauptstraße 35 / Wenzgasse 26. (1897–1898)
- Bérház, Bécs 7, Schottenfeldgasse 20. (1899)
- Villa K. Rella, Küb-Payerbach 30 (1899–1902)
- Evangélikus Felsőbb Leányiskola, Kőszeg (1899)
- Katolikus templom, Félszerfalva (1900 körül)
- Templom, Steyr (1900 körül)
- Hotel Beatrix, Bécs 3, Beatrixgasse / Landstraßer Hauptstraße, (1900), kissé átépült
- Bérház, Bécs 3. Sechskrügelgasse 10.  (1900 körül)
- Bérház, Bécs 6, Linke Wienzeile 18. (1900 körül), egykoron Ufergasse
- Evangélikus plébánia templom, Pöttelsdorf (1900–1901)
- Bérház, Bécs 1, Biberstraße 5 / Falkestraße (1901–1902)
- Evangélikus templom, Villach, Dr. Karl-Renner-Platz, (1901–1902)
- Bérház, Bécs 4, Schönburgstraße 14 (1901)
- Wohnhaus des Bürgerspitalsfonds, Bécs 6, Mariahilfer Straße 23-25. (1901–1902), közreműködött Franz Fröhlich
- Villa, Bécs 19, Nussberggasse 2b (1903)
- Villa, Hinterbrühl, Gaadner Straße 36a. (1904)
- Bérház, Bécs 5, Kettenbrückengasse 21. (1904)
- Bérház, Bécs 7, Neubaugasse 30.(1904)
- Bérház, Bécs 3, Neulinggasse 7. (1904)
- Gyöngyösfalu Szent Márton templom (1904-1905)[2]
- Villa, Bad Vöslau, Falkstraße 29, (1906)
- Lakóház, Bécs 13  Bernbrunngasse 53. (1906), Rudolf Goebel építésszel
- Bérházak, Bécs 13, Hietzinger Kai 111-113.  (1906)
- Bérház, Bécs 13, Eduard-Klein-Gasse 13. (1906), Rudolf Goebel építésszel
- Átépítés és bővítése a Lutherische Stadtkirche, Bécs 1 Dorotheergasse 18. (1907)
- Üzem, Bécs 7, Hermanngasse 8. (1907)
- Grünwald fémterméküzem, Bécs 15, Flachgasse 35-37, (1907)
- Bérház, Bécs 7, Schottenfeldgasse 35. (1909)
- Bérház, Bécs 12, Schlöglgasse 7a, (1909)
- Városháza, Šumperk (1909)
- Villa Schulz, Seebenstein (1910 körül)
- Bérházak, Bécs 6, Gumpendorfer Straße 67, 70 und 76. (1910 körül)
- Bérház, Bécs 4, Phorusgasse 3, (1912)
- Bérház, Bécs 17, Hernalser Hauptstraße 79. (1912)
- Bérház, Bécs 7, Kirchengasse 25-27. (1913)
- Bécs Város Lakóháza, Bécs 18, Gentzgasse 79. (1926–1927)
- Bécs Város Lakóháza, Bécs 16, Paletzgasse 15. (1928–1929)
- Takarékpénztár, Nagymarton
- Takarékpénztár, Kőszeg
- Evangélikus templom tornya, Ruszt
- Evangélikus templom, Harka
- Evangélikus plébánia, Gálos

## Fordítás
- Ez a szócikk részben vagy egészben az Ludwig Schöne című német Wikipédia-szócikk fordításán alapul.  Az eredeti cikk szerkesztőit annak laptörténete sorolja fel. Ez a jelzés csupán a megfogalmazás eredetét és a szerzői jogokat jelzi, nem szolgál a cikkben szereplő információk forrásmegjelöléseként.